# Jerry Chang
Jerry C (n. 31 august 1981, Taipei, Taiwan), cunoscut și sub numele de Jerry Chang, este un compozitor și chitarist de origine taiwaneză.
Este cunoscut cel mai bine pentru piesa lui “Canon Rock”, o versiune rock a lui Johann Pachelbel – Canon in D. A început să cânte la chitară la 17 ani și la pian înainte de 15. Stilul lui a fost influențat de muzica clasică, chitariștii neoclasici și de formații cum ar fi Helloween și L’arc~en~Ciel.
Cea mai faimoasă creație a sa este “Canon Rock”, a devenit o senzație după ce chitaristul sud-koreean Jeong-Hyun Lim a cântat cover-ul în 2005. Melodia a atras multă atenție din partea mediei; creațiile sale au apărut în ziare, pe bloguri, emisiuni TV și posturi de radio din toată lumea. Videoul poate fi văzut și downloadat de pe site-ul lui oficial, împreună cu multe alte opere muzicale.
Chang a semnat un contract de înregistrări cu marca taiwaneză Him International Music. Deși niciun anunț oficial nu a venit din partea celor de la HIM, compania a început să creeze un website pentru Chang în anul 2007. Răspunzând scrisorilor primate de la fani, el a anunțat că el chiar a semnat un contract și că lucrează cu prietenul lui Tank.